# Хочевар, Андрей
Андрей Хочевар (словен. Andrej Hočevar; род. 21 ноября 1984, Любляна) — словенский хоккейный вратарь и тренер. и сборной Словении. Младший брат Матея Хочевара, также хоккеиста.

## Титулы

### Клубные
- Чемпион Словении: 2003, 2004, 2009
- Самый ценный игрок плей-офф Чемпионата Словении: 2009
- Лучший вратарь чемпионата Франции: 2016

### В сборной
- Лучший вратарь чемпионата мира среди юношей не старше 18 лет 2002 года (I дивизион)
- Победитель первого дивизиона чемпионата мира 2007 года в группе B
- Лучший вратарь чемпионата мира 2007 года в первом дивизионе в группе B
- Лучший вратарь чемпионата мира 2009 года в первом дивизионе в группе A
- Победитель первого дивизиона чемпионата мира 2010 года
- Победитель первого дивизиона чемпионата мира 2012 года в группе A
- Победитель первого дивизиона чемпионата мира 2014 года в группе A